# Vaccinium ovalifolium

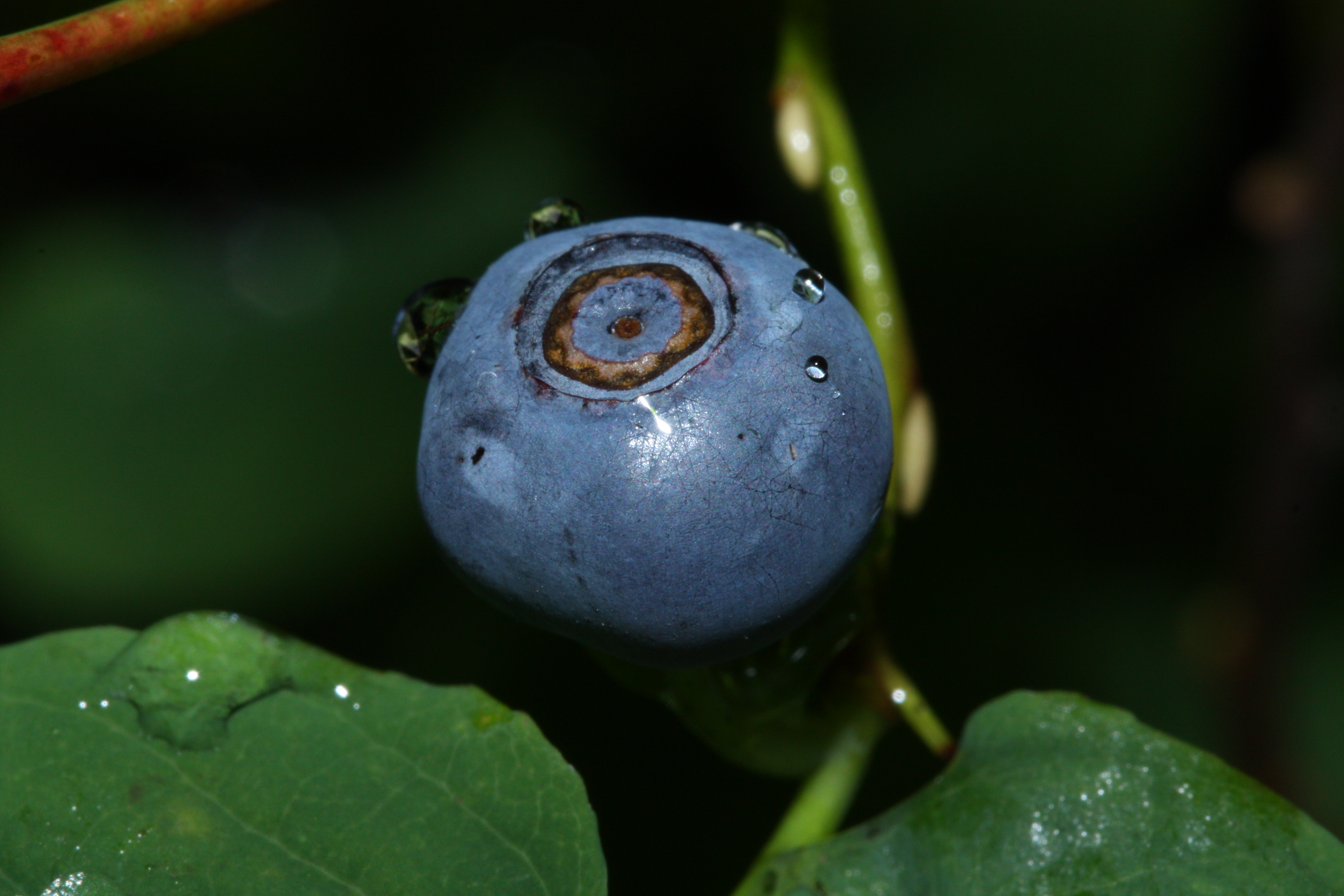
Frucht

Vaccinium ovalifolium ist eine Pflanzenart aus der Gattung der Heidelbeeren (Vaccinium) in der Familie der Heidekrautgewächse (Ericaceae). Man findet sie im Norden und Westen Nordamerikas sowie im Nordosten Asiens.

## Beschreibung
Vaccinium ovalifolium wächst als gruppenbildender Strauch und erreicht Wuchshöhen von 30 bis 400 Zentimeter. Große Gruppen werden nur selten gebildet. Die stielrunden bis manchmal etwas kantigen Zweige besitzen eine glatte oder in Linien behaarte und gelblichgrün bis goldbraun gefärbte Rinde.
Die elliptischen bis ovalen, oder selten verkehrt-eiförmigen Laubblätter werden 25 bis 39 Millimeter lang und 16 bis 20 Millimeter breit. Der Blattrand ist glatt oder undeutlich gezähnt. Während die Blattoberseite hellgrün gefärbt ist, ist die Blattunterseite dunkler grün.
Zur Blütezeit im Frühjahr bis späten Sommer werden kugelige Blüten ausgebildet. Die hellgrünen oder bereifte Kelchblätter sind an ihrer Basis verwachsen und kahl. gefärbt sein. Die rosafarbenen, grünlich-weißen oder bronzerosa-farbenen Kronblätter sind fast vollständig kugelig bis krugförmig verwachsen und besitzen eine Länge von 5 bis 7 Millimeter und einen Durchmesser von 4 bis 5 Millimeter. Die Staubfäden sind kahl oder an ihrer Basis behaart.
Es werden blaue bis matt-violettschwarze oder schwarze, manchmal bereifte Beeren mit einem Durchmesser von 8 bis 10 Millimeter gebildet. Die Samen weisen eine Größe von etwa 1 mm auf.
Die Chromosomenzahl beträgt 2n = 24, 48.

## Vorkommen
Das natürliche Verbreitungsgebiet von Vaccinium ovalifolium umfasst den Westen und Norden Nordamerikas sowie den Nordosten Asiens. In Nordamerika erstreckt es sich von Alaska und Yukon im Norden bis nach Oregon, Idaho, South Dakota und Michigan im Süden. Die östliche Verbreitungsgrenze verläuft durch Neufundland und Labrador sowie Québec. In Asien kommt die Art auf Kamtschatka, den Kurilen, in der Region Primorje sowie auf Hokkaidō, Honshū und Sachalin vor.
Man findet die Art in Nadelwäldern und in den angrenzenden Übergangszonen sowie an Wegrändern und torfigen Hängen in Höhenlagen von 0 bis 2100 Metern.

## Systematik
Vaccinium ovalifolium wurde 1819 durch James Edward Smith in The Cyclopaedia; or, universial dictionary of arts, ..., 36 (2): Vaccinium no. 2 erstbeschrieben. Ein Synonym für Vaccinium ovalifolium Sm. ist Vaccinium alaskaense Howell . Vaccinium ovalifolium gehört in die Sektion Myrtillus aus der Untergattung Vaccinium in der Gattung Vaccinium.
Es werden drei Varietäten unterschieden:
- Vaccinium ovalifolium var. alpinum (Tatew.) T.Yamaz. kommt auf der japanischen Insel Hokkaidō vor.
- Vaccinium ovalifolium Sm. var. ovalifolium kommt in Nordamerika sowie im Großteil des asiatischen Verbreitungsgebietes vor.
- Vaccinium ovalifolium var. sachalinense T.Yamaz. kommt auf den Inseln Sachalin und Hokkaidō vor.

## Nutzung
Die Beeren werden roh oder gegart gegessen und besitzen einen süßen Geschmack. Um sie haltbar zu machen, werden sie auch getrocknet und schmecken dann wie Rosinen. Sie werden deshalb auch angebaut. Die medizinischen Wirkungen wurden untersucht.